# North Fur Island
North Fur Island är en ö i territoriet Falklandsöarna (Storbritannien). Den ligger i den nordvästra delen av landet. Arean är 1,4 kvadratkilometer.
Terrängen på North Fur Island är mycket platt. Öns högsta punkt är 25 meter över havet. Den sträcker sig 1,3 kilometer i nord-sydlig riktning, och 2,0 kilometer i öst-västlig riktning. På ön finns gräsmarker.